# Kehmen
Kehmen (lb. Kiemen, Keemen) – wieś (Uertschaft) w środkowym Luksemburgu, w kantonie Diekirch, w gminie Bourscheid. Do 3 października 2015 miejscowość leżała w dystrykcie Diekirch.